# Dornier Do 335
De Dornier Do 335 Pfeil („Pijl“) was een jager uit de Tweede Wereldoorlog die werd gebouwd door het Duitse bedrijf Dornier. De trainerversie met twee zitplaatsen stond bekend als Ameisenbär („miereneter“). Het toestel had twee lijnmotoren, één in de neus en de ander aan de achterkant van de romp. De achterste motor was met een verlengde as aan de achterste propeller verbonden. Om de haalbaarheid van dit concept te toetsen is eerst de Göppingen Gö 9 gebouwd.
De prestaties van Pfeil waren veel beter dan die van andere tweemotorige vliegtuigen. Dit kwam door de uitrusting met een trek- en duwpropeller en de veel lagere luchtweerstand die werd bereikt door de motoren achter elkaar te plaatsen.
De eerste vlucht van het prototype vond op 26 oktober 1943 plaats vanaf vliegveld Mengen-Hohentengen. In 1944 en 1945 ontstonden er verschillende uitvoeringen: jager, jachtbommenwerper en verkenner. Het toestel was uitgerust met een schietstoel.
In totaal werden er, inclusief prototypes, zo'n 40 exemplaren van de Do 335 gebouwd waarvan slechts een klein aantal werd ingezet.